# Несмашный, Денис Александрович
Несмашный Денис Александрович (род. 8 марта 1992 г. Нижневартовск) — российский легкоатлет, специализирующийся в беге на 400 м. Мастер спорта России международного класса (12 мая 2014 г.).

## Достижения
Первый успех пришёл в 2007 г., на первых спортивных Евразийских играх среди Юношей Беларусь г. Брест 2007 г., в беге на 400 м — 52.26.
В 2011 г. Завоевал серебро на Чемпионате Европы среди Юниоров Эстония , Таллин 2011 г., в эстафете 4х400 — 3.07.47.
В 2012 г Завоевал золотые медали на зимнем Чемпионате России в эстафетном беге
г. Москва 4х200 — 1:25.41 и летнем Чемпионате России г. Чебоксары 4×400 — 3.08.11 соответственно.
2013 г., завоевал золото на Чемпионате Европы среди молодежи Финляндия, Тампере 2013 г., в эстафете 4х400 — 3.04.63
| Медаль  | Наименование и статус соревнований | Город   | Год  | Дистанция        | Результат |
| ------- | ---------------------------------- | ------- | ---- | ---------------- | --------- |
| Золото  | Первые спортивные Евразийские игры | Брест   | 2007 | 400              | 52.26     |
| Серебро | Чемпионат Европы среди Юниоров     | Таллин  | 2011 | Эстафета 4 х 400 | 3.07.47   |
| Золото  | Зимний Чемпионат России            | Москва  | 2012 | Эстафета 4 х 200 | 1.25.41   |
| Золото  | Летний Чемпионат России            | Москва  | 2012 | Эстафета 4 х 400 | 3.08.11   |
| Золото  | Чемпионат Европы среди молодёжи    | Тампере | 2013 | Эстафета 4 х 400 | 3.04.63   |